# Tatjana Maria
Tatjana Maria (născută Malek; n. 8 august 1987, Bad Saulgau, Republica Federală Germania) este o tenismenă profesionistă germană. În ianuarie 2024, ea a atins cel mai bun clasament al ei în simplu, locul 42 mondial, iar în iunie 2016, a ajuns pe locul 54 în clasamentul la dublu. A câștigat trei titluri de simplu și patru titluri de dublu în Turul WTA, precum și 15 titluri de simplu și 15 de dublu pe Circuitul ITF.